# Уйгурский герб
Герб Восточного Туркестана, уйгурский герб — один из официальных символов уйгурского национально-освободительного движения наряду с флагом, был принят как государственный герб в 1933 году (ТИРВТ) и 1944 (ВТР). Герб запрещен к использованию властями КНР как проявление этнического сепаратизма.
Герб представляет собой девять точек по обе стороны от полумесяца, с шахадой Бисмилла в центре полумесяца. Три звезды над Полумесяцем соединяют точки снизу. Восемнадцать точек представляют собой восемнадцать тюркских кланов проживающих в Восточном Туркестане, три звезды, символизируют собой исторические государства кёктюрков, караханидов и уйгуров, которые были ранее основаны в Восточном Туркестане.